# Steve Faulkner
Stephen Andrew Faulkner (sinh ngày 18 tháng 12 năm 1954 ở Sheffield) là một cựu cầu thủ bóng đá người Anh thi đấu ở Football League ở vị trí trung vệ cho Sheffield United, Stockport County và York City. Sau đó ông chuyển sang bóng đá non-league với Frickley Athletic.